# (23402) Turchina
(23402) Turchina es un asteroide perteneciente al cinturón de asteroides, descubierto el 8 de octubre de 1969 por la astrónoma soviética Liudmila Chernyj desde el Observatorio Astrofísico de Crimea (República de Crimea, Rusia).

## Designación y nombre
Designado provisionalmente como  1969 TO2. Fue nombrado en homenaje a la escritora soviética Galina Petrovna Turchiná.